# حماية البيئة المالية
حماية البيئة المالية هو مصطلح مختلط من فلسفتين تقليديتين متضاربتين في الغالب، هما حماية البيئة والمحافظة المالية، وُضع للتأكيد على الفهم المتزايد لموقف وسط بين الفلسفتين، إذ يتم تحقيق أهداف كل منهما في وقت واحد. والنتيجة هي ممارسة الأعمال التجارية بالاستناد إلى مبادئ التصميم البيئي الذكي والانضباط المالي، المرتبطة بكل منهما.

## المفهوم
تكمّل الممارسات التقليدية للإشراف البيئي (بما فيها الحفاظ على البيئة، والتخلص من النفايات، وزيادة كفاءة الطاقة) السياسة الاقتصادية التي تعتمد على المحصلة النهائية (بما فيها زيادة الربحية، وتقليل النفايات، والكفاءة التنظيمية). لأن النمو الاقتصادي في المستقبل سوف يتطلب درجة أعلى من الوعي البيئي واستخدامًا مكثّفًا لأموال الاستثمار المتاحة، فإن العلامات المميزة لشركة أو منظمة أو حكومة أو أسرة منظَّمة ومربحة بكفاءة من المحتمل أن تستفيد من النهج الشمولي لحماية البيئة.
يعدّ مصطلح حماية البيئة المالية مفيدًا للأفراد الذين يكونون على دراية بأي من الفلسفتين، وهو يرتبط بمفاهيم عامة جدًا مثل «ممارسات المشاريع المستدامة» و«ممارسات الأعمال المسؤولة اجتماعيًا»، والمفاهيم الأخرى الأكثر تحديدًا بالنسبة للمجالات التقليدية، مثل الاقتصاد البيئي ونظم الإدارة البيئية. بالمقارنة مع تلك المصطلحات الأخرى، تؤكد حماية البيئة المالية على الانضباط المالي. يُستخدم المصطلح في المناقشات مع قادة المشاريع الذين يتطلعون إلى تلبية الطلب العام على زيادة الوعي البيئي مع التركيز في نفس الوقت على نجاح المحصلة النهائية.

## أمثلة عن الشركات
تشمل الأمثلة الحديثة لحماية البيئة المالية ظهور ممارسات المباني الخضراء في أوساط الحكومة والشركات التقليدية في محاولة لتوفير التكاليف في استهلاك الطاقة وتحسين جودة الهواء في الأماكن المغلقة. حتى شركة وول مارت للبيع بالتجزئة -التي غالبًا ما انتقدتها الجماعات البيئية نقدًا لاذعًا بسبب ممارساتها البيئية- بدأت تتبنّى نهجًا لحماية البيئة المالية، وإن كان ذلك لتوفير المال فحسب. عيّنت الشركة حديثًا موظفًا جديدًا رفيع المستوى للشؤون البيئية. تعهّدت وول مارت أخيرًا بالتزام ضخم لتشجيع المصابيح الفلورية المدمجة الموفِّرة للطاقة.
وفقًا لتصنيف نيوزويك العالمي الذي يقيس مدى فعالية إدارة أفضل 100 شركة للمخاطر والفرص البيئية مقارنة بنظرائهم في الصناعة، يُعدّ البنك الملكي الكندي أكثر الشركات صديقة للبيئة في العالم. تضم الشركات الأخرى في المراكز الخمسة الأولى: شركة لافارج وغروبو فيروفيال إس إيه وشركة ويستباك المصرفية ومجموعة يل بي إل سي.